# Еллеком
Еллеком (нід. Ellecom) — село в нідерландській провінції Гелдерланд. Входить до муніципалітету Реден. Перша згадка про населений пункт датується початком 12-го сторіччя.

## Галерея

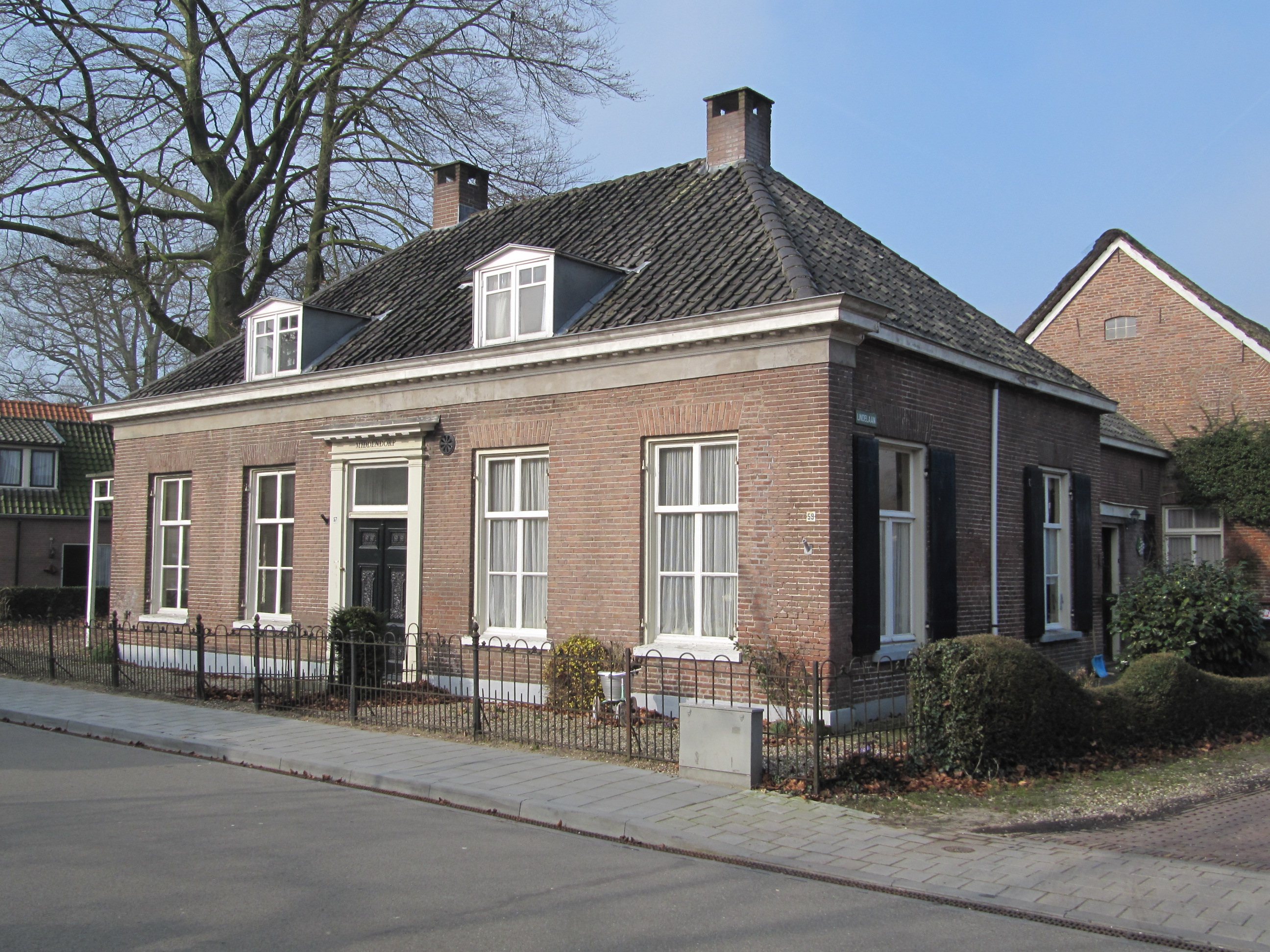
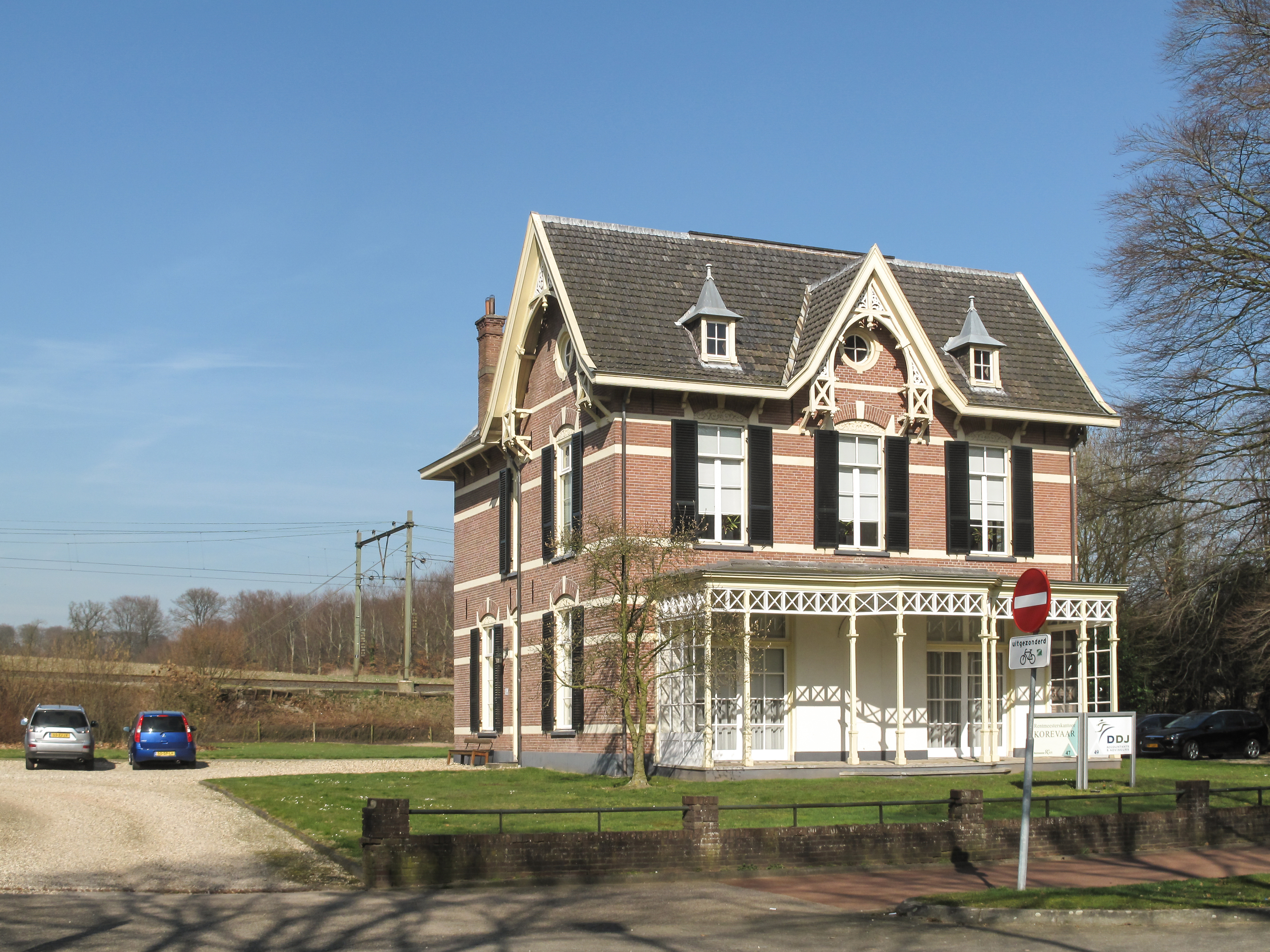
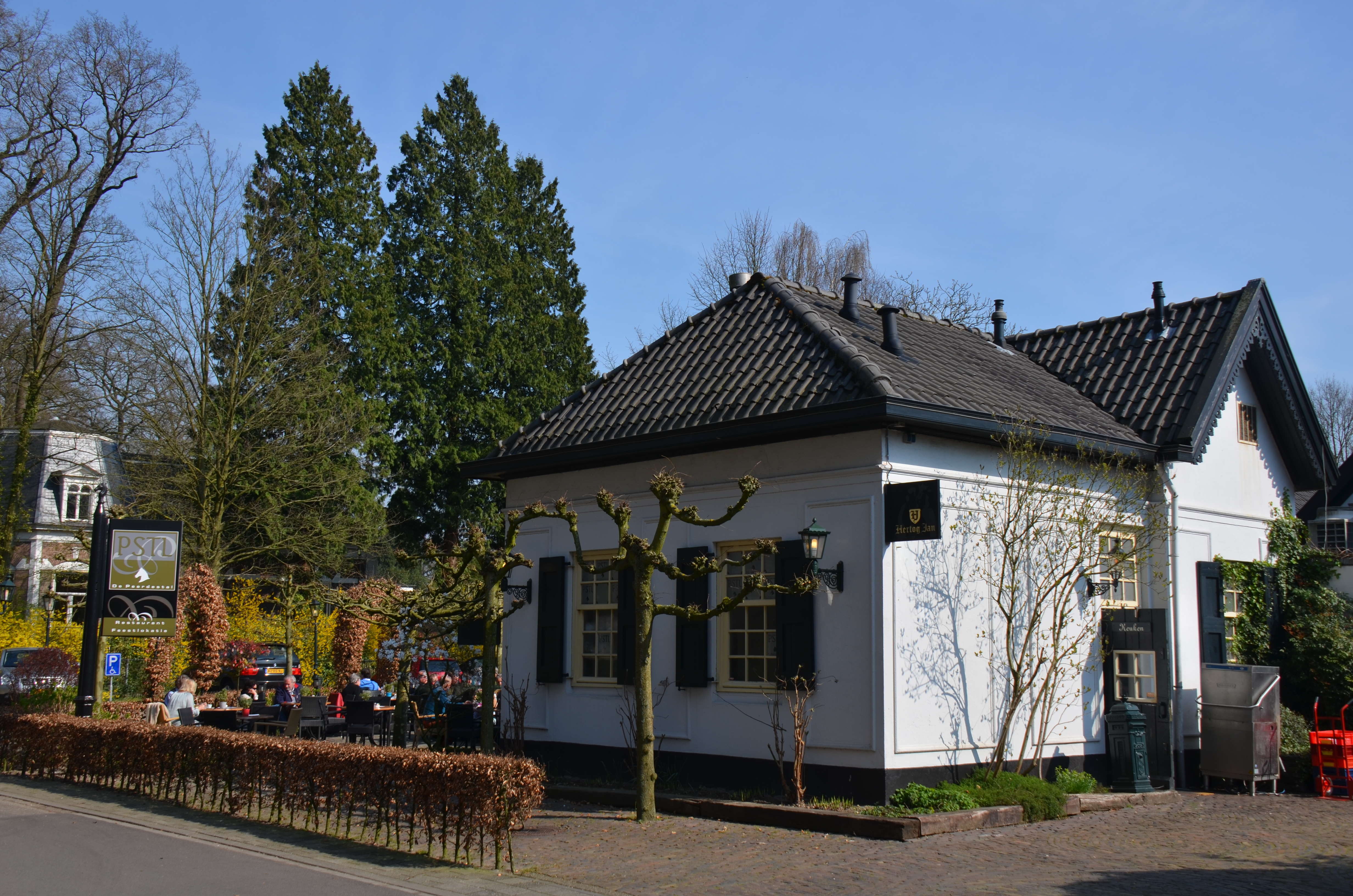
Ресторан у селі